# بريستول تايب 223
بريستول تايب 223 (بالإنجليزية: Bristol Type 223)‏ هي تصميم مبكر لطائرة نقل أسرع من الصوت ظهر في أواخر الخمسينيات وأوائل الستينيات. ومن تطوير شركة طائرات بريستول البريطانية. حيث قامت شركة بريستول بدراسة عددا من النماذج كجزء من مجهود بريطاني كبير مشترك مع الشركة وممول من قبل الحكومة. هذه النماذج توجت في نهاية المطاف في طائرة بريستول تايب 223، والتي ستخصص للنقل عبر المحيط الأطلسي وتتسع لنحو 100 راكبا بسرعة نحو 2 ماخ. وفي نفس الوقت تقريبا، كانت شركة سود للطيران في فرنسا تعمل على تطوير تصميم طائرة مماثلة، هي سوبر كارافيل، وفي نوفمبر 1962 تم دمج جهود الشركتين لإنشاء مشروع كونكورد.